# Deathless Legacy
I Deathless Legacy sono un gruppo musicale metal italiano formatosi nel 2006 a Pisa. Nato come gruppo tributo dei Death SS, la band ha successivamente cominciato a incidere pezzi inediti, caratterizzati da tematiche horror e dell'occulto.

## Storia
Il gruppo è stato fondato nel 2005 a Pisa con il nome di Deathless da Frater Orion (Andrea Falaschi) e Steva Deathless (Eleonora Vaiana). Venne ribattezzato Deathless Legacy nel 2006, e fin dagli inizi resero tributo a una delle loro band ispiratrici: i Death SS.
Dopo quasi un decennio e vari cambi di formazione, nel 2014 pubblicarono il loro primo album, Rise from the Grave per l'etichetta discografica tedesca Danse Macabre Records, in cui proponevano brani dai toni orrorifici propri dalla forte ispirazione sylvesteriana, senza mancare di citare un altro loro riferimento stilistico extramusicale come Alejandro Jodorowsky. L'album fu preceduto dalla presentazione del videoclip del singolo Queen of Necrophilia al FI-PI-LI Horror Festival 2013, aggiudicandosi anche il primo premio della categoria dedicata. L'album fu poi seguito da un tour che vide anche la band con Rob Zombie e Powerman 5000 sul palco dell'Alcatraz di Milano il 27 giugno 2014.
Nel 2015 vincono la finale del Wacken Metal Battle Italy che li portò, nell'estate dello stesso anno, a esibirsi sul palco del prestigioso Wacken Open Air per partecipare alla finale internazionale presso Wacken, nel nord della Germania. Fu poi dello stesso anno la partecipazione al Faust Extreme Fest VI che si svolse a Parco Collodi di Cascina. Dopo aver firmato con l'etichetta italiana Scarlet Records, nel 2016 esce il loro secondo album intitolato The Gathering, che continua sulla scia dell'horror metal fatto di sonorità spesso grottesche e teatrali, altre volte terrorifiche o sensuali.
Ad inizio 2017 pubblicarono il videoclip del singolo Witches' Brew, girato a Villa Webb, a Bagni di Lucca, antica residenza di Lord Byron per la regia di Andrea Falaschi,, anticipatore del terzo album intitolato Dance with Devils pubblicato il 27 gennaio 2017 con un tema conduttore dedicato a streghe, sabba ed rituali magici. Al disco fece seguito un'intensa attività live, che si concluse il 31 ottobre, in occasione di Halloween, presso il Circolo Colony di Brescia, in apertura ai Goblin di Claudio Simonetti.
Il 19 dicembre 2017 viene pubblicato il videoclip del singolo Dominus Inferi e, un mese dopo, il nuovo album intitolato Rituals of Black Magic, il primo concept album della band, accompagnato dal libro omonimo Rituali di Magia Nera.
Nel 2020 viene pubblicato il quinto album in studio Saturnalia, consistente in una sola suite di circa mezz'ora che fa da colonna sonora a un mediometraggio realizzato dalla band, pubblicato su DVD insieme all'album e come video ufficiale della suite su YouTube. Nel 2021 vengono pubblicati due singoli, entrambi in collaborazione con Steve Sylvester, intitolati Legion of the Night e You Blood Is Mine, e organizzano insieme allo stesso leader dei Death SS diverse date dal vivo in Italia.
Nel 2022 esce il sesto album Mater Larvarum mentre il 7 marzo 2025 uscirà il settimo album Damnatio Aeterna.

## Formazione

### Formazione attuale
- Steva Deathless (Eleonora Vaiana) - voce (2006-presente)
- Frater Orion (Andrea Falaschi) - batteria (2006-presente)
- Sgt. Bones (Gianni Capecchi) - chitarra, cori (2012-presente)
- Alex Van Eden (Alessio Lucatti) - tastiera, cori (2014-presente)
- Deadwood Nick (Nicola D'Alessio) - basso (2019-presente)
- The Red Witch (Arianna Nencini) - performance (2009-2017/2024-presente)

### Ex componenti
- The Red Witch (Arianna Nencini) - performance (2009-2017)
- Pater Blaurot (Marco Taddei) - tastiera (2012-2014)
- Toxic Avenger (Giulio Antonelli) - chitarra (2008-2011)
- C-AG1318, The Cyborg (Michael Cavallini) - basso, voce (2006-2019)
- Anfitrite (Valentina Baccelli) - performance (2015-2021)
- Revyla (Alessia Vannini) - performance (2022-2024)

## Discografia

### Album in studio
- 2014 - Rise from the Grave
- 2016 - The Gathering
- 2017 - Dance with Devils
- 2018 - Rituals of Black Magic
- 2020 - Saturnalia
- 2022 - Mater Larvarum

### Singoli
- 2017 - Dominus Inferi
- 2020 - Saturnalia
- 2021 - Legion of the Night (feat. Steve Sylvester)
- 2021 - Your Blood Is Mine (feat. Steve Sylvester)
- 2022 - Moonless Night
- 2022 - Absolution
- 2022 - Ora Pro Nobis